# Radkov, Jihlava
Radkov là một làng thuộc huyện Jihlava, vùng Vysočina, Cộng hòa Séc.